# Konstantínos Tsaldáris
Konstantínos Tsaldáris (en grec moderne : Κωνσταντίνος Τσαλδάρης ; né en 1884 à Alexandrie, Égypte et mort en 1970 à Athènes) est un homme politique grec.

## Biographie
Il étudie le droit à Athènes, Berlin, Londres et Florence.
En 1928, il rejoint le Parti du peuple (Laïkó Kómma), dirigé par son oncle Panagis Tsaldaris.
Après la Libération d'Athènes, il est reconnu comme chef du Parti du peuple. Il remporte les élections législatives de 1946 à la tête d'une coalition de partis nationalistes et devient Premier ministre de Grèce du 18 avril 1946 au 25 janvier 1947. Son gouvernement organise un plébiscite sur le retour de la monarchie en août 1946.
Il redevient Premier ministre d'août à novembre 1947.
Il est entre 1947 et 1949 le chef de la délégation grecque à l’assemblée générale de l’ONU.
Il meurt à Athènes en 1970 et sa femme en 1973.